# Gagik I.
Gagik I. (* 904; † 937) war ein armenischer Fürst und später König von Vaspurakan aus der Dynastie der Artsruni.
Er richtete seine Hauptstadt in Achtamar, einer Insel im Van-See ein. Die Palastkapelle, die Kirche des heiligen Kreuzes hat sich bis heute erhalten.